# Erdsporn
Ein Erdsporn ist ein Waffenbauteil, das dem Abstützen der Waffe in Erdreich dient. Er wird bei Geschützen und Handfeuerwaffen verwendet, wobei der Sporn bei den beiden Waffenarten verschieden aufgebaut ist und eine jeweils andere Funktion hat.

## Geschütze

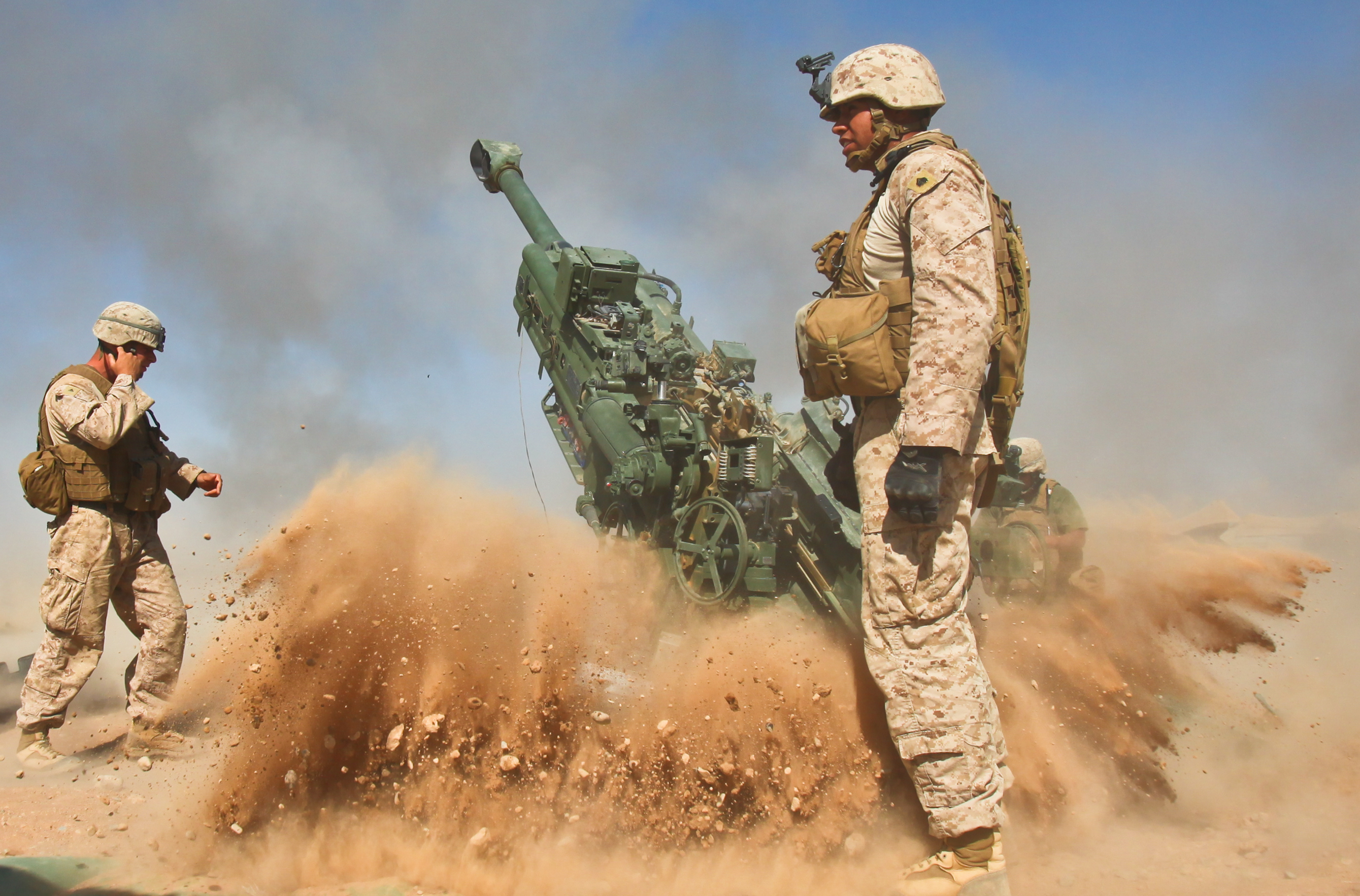
Erdsporne einer M777 leiten Rückstoßenergie in das Erdreich

Der Erdsporn ist an der Lafette angebracht und dient dazu, das Rückstoßmoment ins Erdreich abzuleiten, die Waffe in der Feuerstellung zu halten, sie zu stabilisieren und dem Richtschützen das Feuern zu erleichtern. Bei selbstfahrenden Geschützen ist er in der Regel so groß und schwer, dass er hydraulisch betätigt werden muss. Bei Spreizlafetten ist an jedem Holm ein Erdsporn angebracht.
Im Artilleriekampf werden Geschütze für gewöhnlich stark beansprucht. Der Rückstoß beim Feuern bewirkt eine Verschiebung des Geschützes, so dass der Richtschütze die Waffe neu ausrichten muss. Um diese Arbeit zu erleichtern, wurde der Erdsporn entwickelt. Dieses Gerät wurde gegen Ende des 19. Jahrhunderts an beinahe allen Geschützen angebracht. Dabei handelte es sich um ein Schaufelblatt, das am Ende der Holme oder des Holmes angebracht wurde. Zum Erstellen der Feuerbereitschaft musste es möglichst tief eingegraben werden. Durch den Rückstoß grub sich das Schaufelblatt weiter in die Erde und verhinderte so ein Verrücken des Geschützes oder minimierte es, so dass ein neuerliches Anrichten zum Beispiel bei direktem Feuer einfacher wurde.
Um den Rückstoß des Geschützes etwas weicher abzufangen, wurden bis 1898 auch Versuche mit Lafetten unternommen, bei denen der Erdsporn gefedert war. Das Geschütz konnte so kurz zurücklaufen, bevor es wieder in Position geschoben wurde. Da das System wenig Verbesserung brachte und 1897 die französische 75-mm-Kanone M1897 mit Rohrrücklauf erschien, der die Federung überflüssig machte, wurde es nicht weiterentwickelt.

Das entsprechende Bauteil bei Steilfeuergeschützen (Granatwerfer oder auch heutzutage Mörser) wird Bodenplatte genannt.

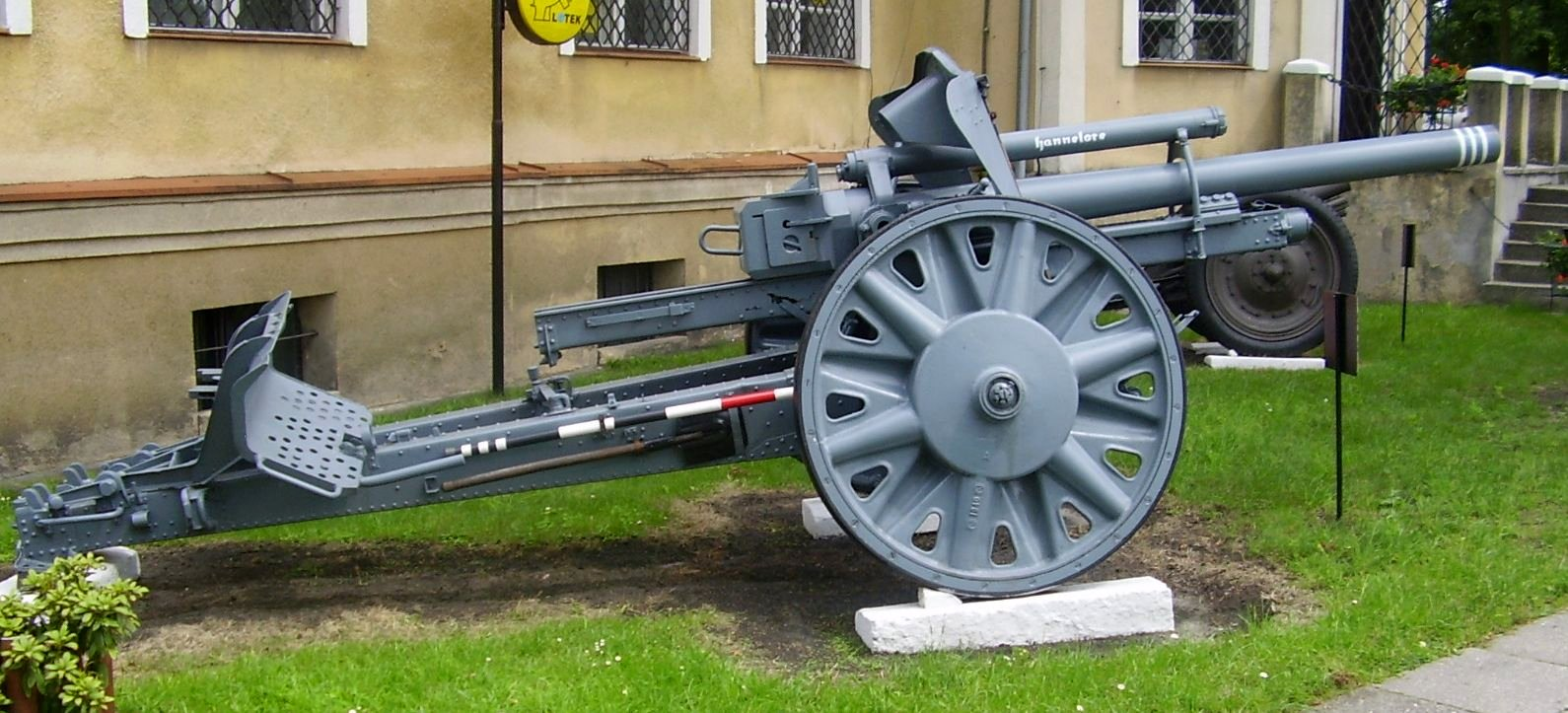
Leichte 10,5-cm-Feldhaubitze 18, Erdsporn in Marschlage
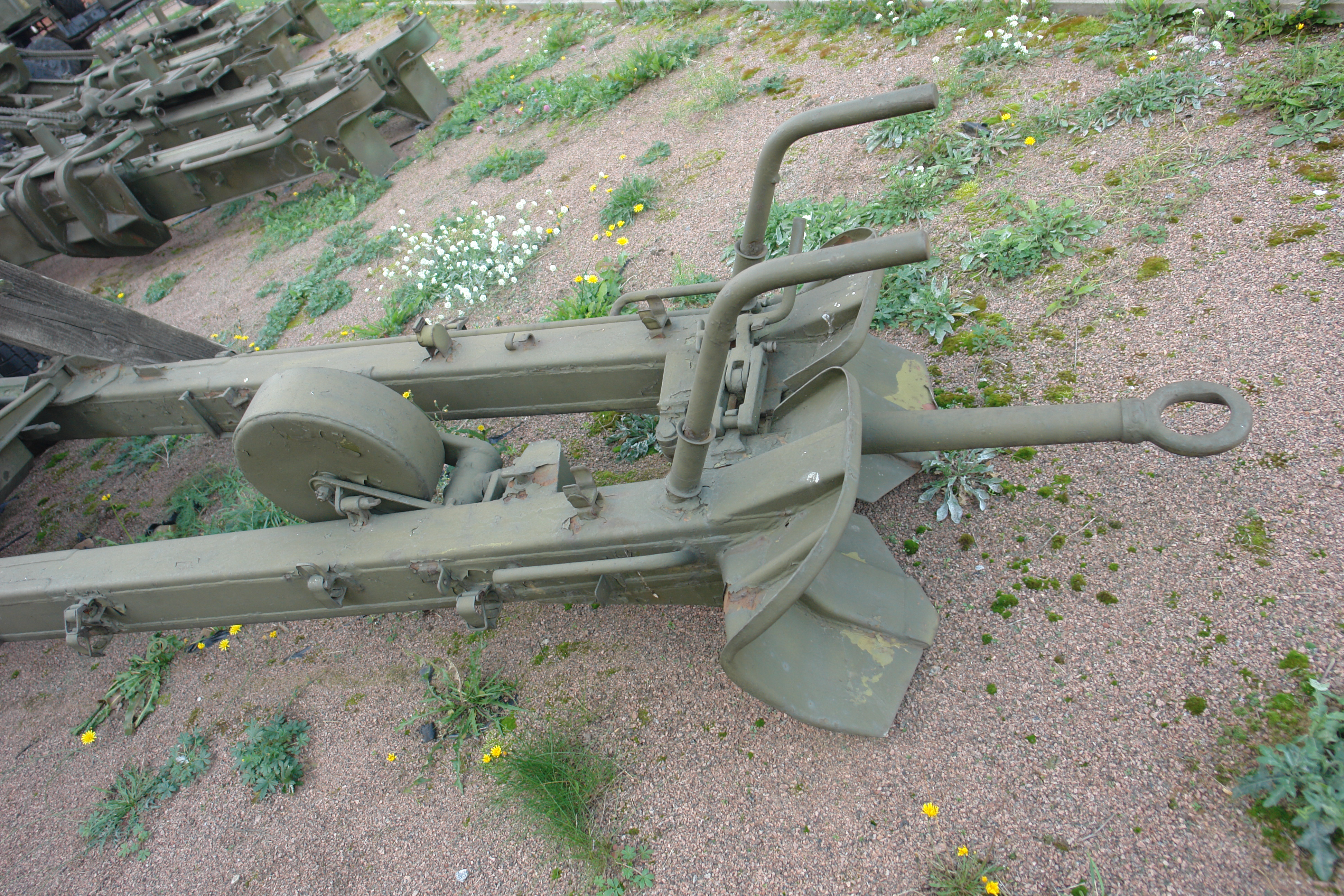
Lafette der Panzerabwehrkanone MT-12, Holme mit starren Erdspornen
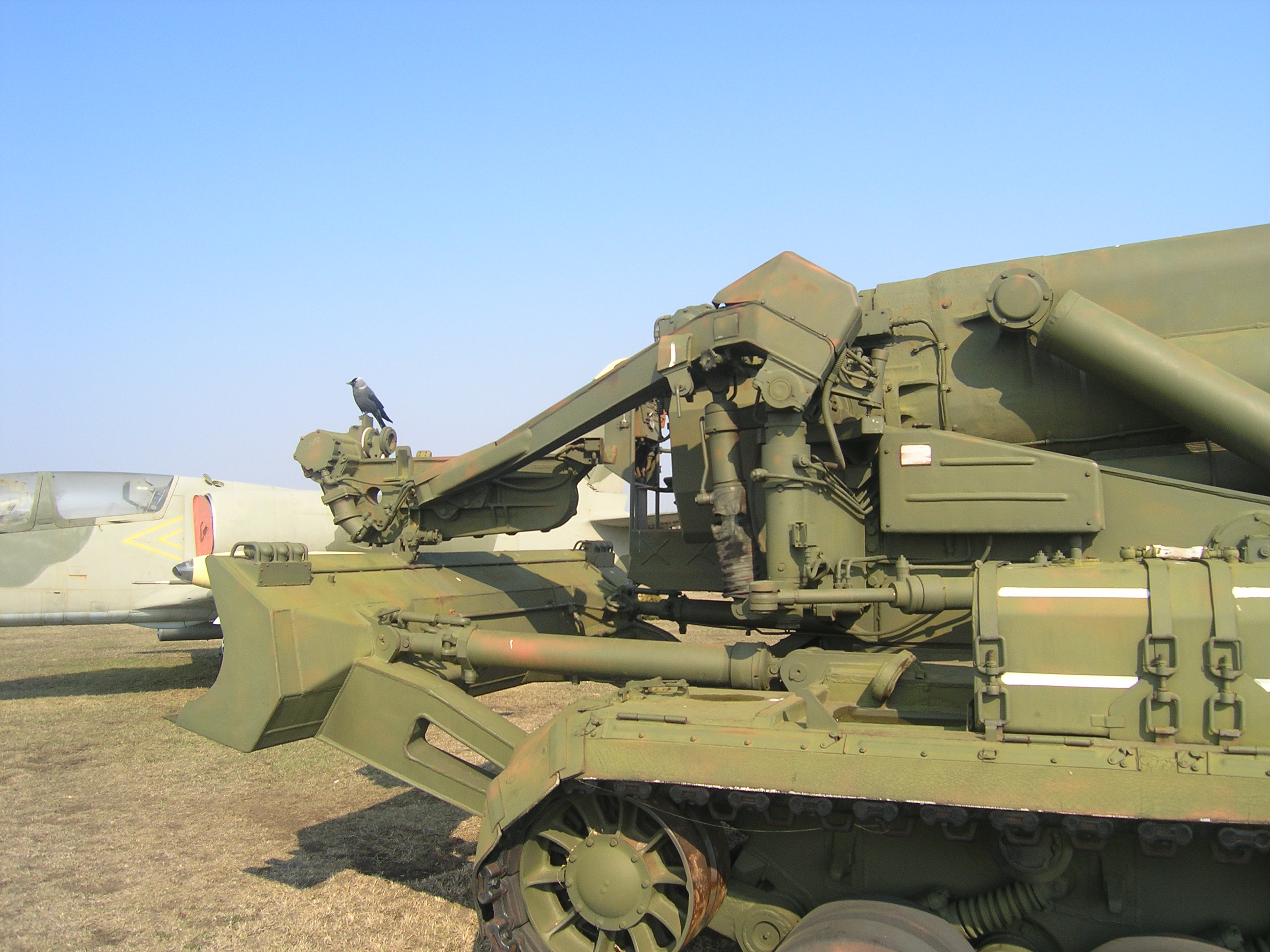
Hydraulischer Erdsporn am Heck der schweren selbstfahrenden Haubitze 2S7 „Pion“
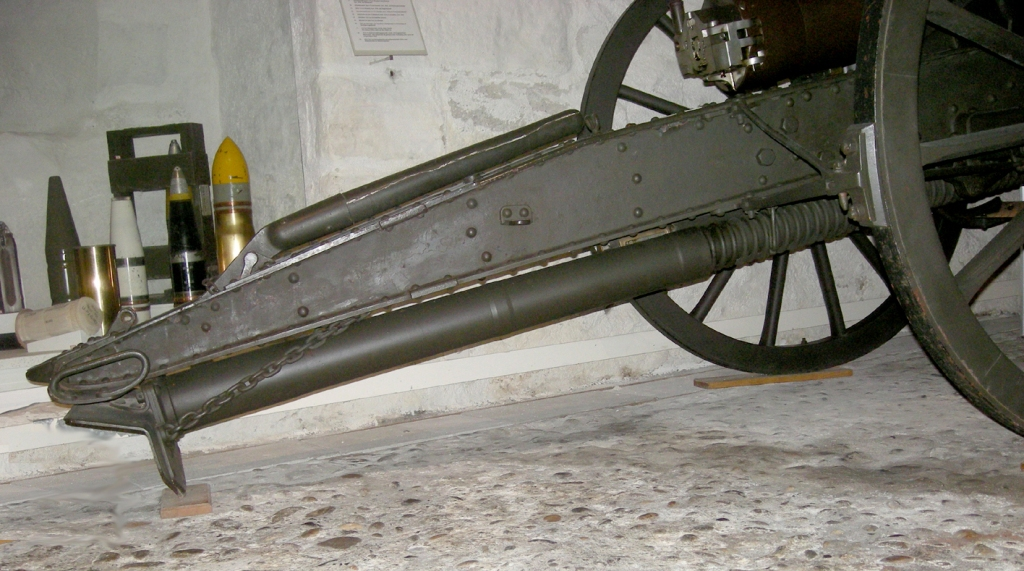
Rücklaufgeschütz St. Chamond 1898 mit gefedertem Erdsporn

## Handfeuerwaffen

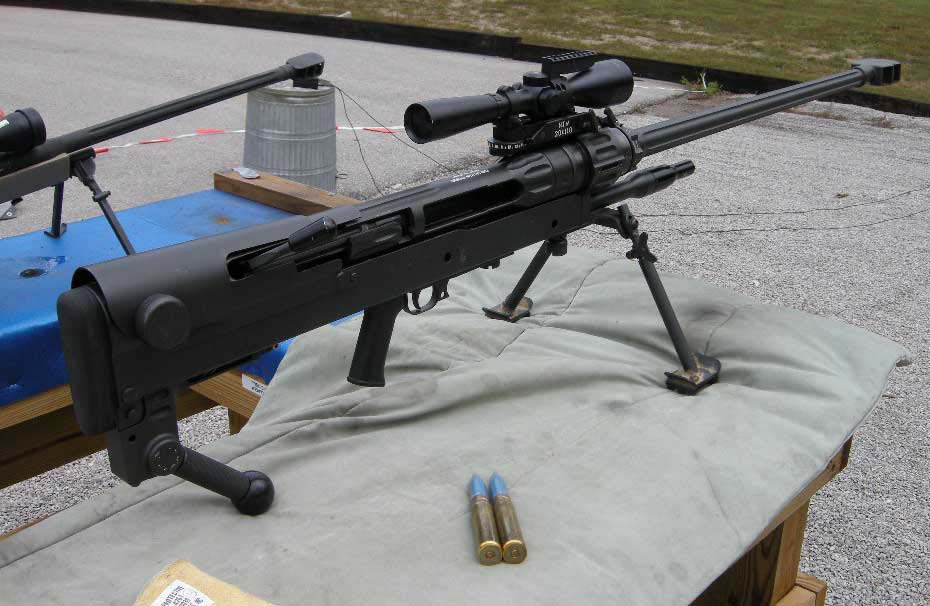
NTW-20 mit Zweibein und Erdsporn

Bei Handfeuerwaffen wird der Erdsporn an manchen leichten Maschinengewehren (lMG), beispielsweise dem französischen AA-52, und Scharfschützengewehren verwendet, die über Zweibeine verfügen. Der Erdsporn ist vertikal unter der Schulterstütze angebracht und dient dazu, die Waffe aufsetzen zu können, damit der Schütze sie nicht über längere Zeit im Schulteranschlag behalten muss, während er auf ein Ziel wartet. Dies erleichtert das Anvisieren des Ziels über lange Zeiträume im liegenden Anschlag.
Solche Erdsporne werden gelegentlich auch Einbein und im englischen Sprachraum Monopod (im Gegensatz zu englisch bipod für Zweibein) genannt. Sie sind in der Regel in der Länge einstellbar, um die Waffe grob auf das Ziel ausrichten zu können.

## Pioniermaschinen
Pioniermaschinen wie z. B. Bergepanzer verfügen ebenfalls über ein als Erdsporn bezeichnetes Bauteil. Hier dient der Erdsporn nicht zum Auffangen des Rückstoßes, sondern um das Fahrzeug beim Ziehen eines anderen Fahrzeuges mit der Seilwinde zusätzlich gegen die Zugkraft abzustützen.